# Dark Age of Camelot
Dark Age of Camelot je MMORPG z roku 2001 od společnosti Mythic Entertainment (v současnosti EA Mythic), která jako první v žánru masivních multiplayer online RPG zavedla pojem RVR (realm vs realm) combat.
Hra je zasazena do středověku, kde proti sobě bojují v nikdy nekončícím boji 3 království (realmy):
- Albion (země vytvořená na základě legend o králi Artušovi)
- Hibernia (svět inspirovaný keltskou mytologií)
- Midgard (země sněhu inspirovaná severskou mytologii)

## Herní obsah

### Rasy
Ve hře jsou k dispozici tyto rasy:
Albion: Avalonian, Briton, Half-Ogre (Trials of Atlantis), Highlander, Inconnu (Shrouded Isles), Saracen, Korazh (Labyrinth of the Minotaur).
Hibernia: Celt, Elf, Firbolg, Lurikeen, Shar (Trials of Atlantis), Sylvan (Shrouded Isles), Graoch (Labyrinth of the Minotaur).
Midgard: Dwarf, Frostalf (Trials of Atlantis), Kobold, Norseman, Troll, Valkyn (Shrouded Isles), Deifrang (Labyrinth of the Minotaur)

### Povolání
Povolání dostupná ve hře jsou:
Albion: Armsman, Cabalist, Cleric, Friar, Heretic (Catacombs), Infiltrator, Mauler (Labyrinth of the Minotaur), Mercenary, Minstrel, Necromancer (Shrouded Isles), Paladin, Reaver (Shrouded Isles), Scout, Sorcerer, Theurgist, Wizard.
Hibernia: Animist (Shrouded Isles), Bainshee (Catacombs), Bard, Blademaster, Champion, Druid, Eldritch, Enchanter, Hero, Mauler (Labyrinth of the Minotaur), Mentalist, Nightshade, Ranger, Warden, Valewalker (Shrouded Isles), Vampiir (Catacombs).
Midgard: Berserker, Bonedancer (Shrouded Isles), Healer, Hunter, Mauler (Labyrinth of the Minotaur), Runemaster, Savage (Shrouded Isles), Shadowblade, Shaman, Skald, Spiritmaster, Thane, Valkyrie (Catacombs), Warlock (Catacombs), Warrior.
Všeobecně se dají tato povolání rozdělit do 5 herních archetypů: tanci a lehcí tanci (tank je hráč, jehož úkolem je zaměstnat nepřítele a zabránit mu, aby útočil na ostatní), kouzelníci, plíživá povolání, léčitelé a hybridi

## Rozšíření hry

### Shrouded Isles
Datadisk Shrouded Isles byl vydán 12. listopadu 2002. Bylo přidáno 6 nových herních tříd (Necromancer, Reaver; Savage, Bonedancer; Valewalker, Animist), 3 nové rasy (Inconnu, Valkyn, Sylvan) a každý realm byl rozšířen o nová rozsáhlá území. Toto rozšíření je nyní zdarma ke stažení.

### Foundations
Toto rozšíření vydané zdarma 18. června 2003 přineslo hráčům možnost bydlení a tzv. Consignment Merchants (možnost pořídit si obchod, kde hráč může prodávat jak získané věci z monster, tak věci vyrobené).

### Trials of Atlantis
Vydáno 28. října 2003, přidány 3 nové rasz (Half-Ogre, Frostalf, Shar) a herní obsah pro hráče s vysokým levelem. V současnosti je zdarma je stažení
V expanzi se objevily předměty známé jako artefakty, a další schopnosti, známé jako "Master Levels".

### New Frontiers
Rozšíření vydané 22. června 2004 přineslo předěláni designu RvR. Změny zahrnují spojení všech hranic do jedné zóny (předtím se hranice každého realmu nacházela v oddělené zóně), předělání pevností, přidání věží a mnoha různých typů obléhacích strojů.

### Catacombs
Katakomby byly vydané 7. prosince 2004, přinesly 5 nových tříd (Heretic; Vampiir, Bainshee; Warlock, Valkyrie), instancované dungeony, nové oblasti a úkoly vytvořené s důrazem na rychlejší a snazší získávání levelů. Grafika herních postav a všech dungeonů (kromě Darkness Falls) byla přepracována. Od 6. února 2007 je zdarma ke stažení na oficiálních stránkách.

### Darkness Rising
Rozšíření DR bylo vydáno 11. října 2005 a 1. února 2006 v Evropě. Představilo tzv. Champion weapons, koně pro rychlejší pohyb dopravu hráčů, Champion levely a tzv. subclassy (malá část znalostí z jiné třídy), nové dungeony a instancované zóny pro Champion questy, přepracována byla grafika objektů a lokací z celého světa, včetně hlavních měst a Darkness Falls. Mythic také zavedl nový ostrov zvaný Agramon, který funguje jako centrální ostrov, který spojuje hranice všech tří říší. Na rozdíl od zbytku pásma hranic se zde nenachází pevnosti a každý hráč z jakéhokoli království může otevřít brány hraničící ostrov.

### Labyrinth of the Minotaur
Rozšíření vydané 5. listopadu 2006 přínáší novou rasu (The Minotaur), novou hybridní třídu (The Mauler), nový RvR dungeon, a další Champion úrovně (6-10). Až do této expanze nedal nikdy Mythic stejnou třídu či rasu pro všechny strany.

### New New Frontiers
Vydáno 5. září 2007. Ačkoli oficiálně jde pouze o patch a ne expanzi, došlo k výrazným změnám v uspořádání pevností a věží, přidání nových obléhacích prostředků a vybavení (obléhací věže a stany). V herní komunitě je tento patch nazýván "New, New Frontiers".